# Booker T. Washington
(Iscrizione alla base del monumento a Booker T. Washington nel campus della Tuskegee University, 1922)
Booker Taliaferro Washington (Hale's Ford, 5 aprile 1856 – Tuskegee, 14 novembre 1915) è stato un educatore, scrittore e oratore statunitense, punto di riferimento per la comunità afroamericana dell'epoca.
Affrancato dalla schiavitù quando era ancora un bambino, dopo aver svolto diversi umili lavori nella Virginia Occidentale riuscì a riscattarsi grazie alla buona istruzione conseguita presso la Hampton University e il Seminario Weyland. Su raccomandazione del fondatore della Hampton Samuel C. Armstrong, ancora in giovane età diventò il primo direttore del nuovo Tuskegee Institute, che allora era una scuola per diventare insegnanti riservata agli afroamericani.
Washington credeva che l'istruzione avesse un ruolo cruciale perché i cittadini afroamericani potessero risalire nella scala sociale e nelle strutture economiche degli Stati Uniti. Diventò celebre a livello nazionale come portavoce e leader della comunità nera. Nonostante il suo approccio non-conflittuale fosse criticato da alcuni altri leader afroamericani (soprattutto W.E.B. Du Bois che lo etichettò come "Il Grande Accomodatore"), riuscì a stringere buoni rapporti con grandi filantropi come Anna T. Jeanes, Henry Rogers (e l'amico di questi Mark Twain), Julius Rosenwald e la Famiglia Rockefeller, che finanziarono con milioni di dollari la Hampton e il Tuskagee Institute e contribuirono a pagare gli studi a centinaia di bambini neri del sud degli Stati Uniti, oltre a donare fondi per sostenere cause legali contro la segregazione razziale e la revoca del diritto di voto.
Washington ricevette lauree honoris causa dal Dartmouth College e dall'Università Harvard e fu il primo nero ad essere ospitato dal presidente degli Stati Uniti alla Casa Bianca. Dal 1895 al giorno della sua morte fu considerato l'afroamericano più potente della nazione; numerose scuole e edifici pubblici in tutto il paese sono stati battezzati con il suo nome.

## Carriera
Washington nacque schiavo da Jane, una schiava nera della piantagione Burroughs, nel sud-ovest della Contea di Franklin in Virginia. Non conobbe quasi per nulla suo padre, che era un bianco. Le sue origini lo rendevano un "mezzosangue", ma con il sistema legale di caste dell'epoca dello schiavismo venne classificato tra gli schiavi neri. Alcuni padri bianchi si preoccupavano che i loro figli naturali come Washington ricevessero un'istruzione o fossero addestrati per diventare artigiani, talvolta concedevano la libertà sia alla madre che al bambino, ma il suo non lo fece.
Lui, i fratelli e la madre ottennero la libertà dopo la guerra di secessione, formalmente grazie al XIII emendamento. Dopo aver lavorato nelle miniere di sale e di carbone della Virginia Occidentale per diversi anni, Washington riuscì ad entrare all'Hampton Institute, che era stato fondato per dare un'istruzione agli schiavi liberati e che poi diventò la Hampton University. Lì si impegnò a fondo negli studi e frequentò in seguito il Seminario Wayland per perfezionare la propria preparazione come insegnante. Nel 1881 il presidente di Hampton Samuel C. Armstrong lo raccomandò perché diventasse il primo direttore del Tuskegee Institute, la nuova scuola normale fondata in Alabama. Continuò a guidare quella che poi diventerà la Tuskegee University per il resto della sua vita.
Tra il 1890 e il 1915 Washington fu il personaggio più importante della comunità afroamericana, specialmente dopo aver pronunciato il celebre Discorso di Atlanta del 1895. Venne visto da molti politici, e in generale dal pubblico, come il più popolare portavoce dei cittadini afroamericani. Rappresentando l'ultima generazione di leader neri nati in schiavitù, fu generalmente percepito come un credibile sostenitore della campagna per l'istruzione degli ex-schiavi nel sud del periodo post-ricostruzione dove erano state promulgate le cosiddette Leggi Jim Crow. Nel corso degli ultimi 20 anni della sua vita mantenne il proprio ruolo grazie ad una rete diffusa in tutto il paese di sostenitori, tra cui insegnanti neri, ministri di culto, editori e uomini d'affari, specialmente quelli di orientamento liberal riguardo alle problematiche sociali. Riuscì ad entrare in contatto con i principali leader politici e con grandi filantropi e venne gratificato di varie lauree honoris causa. I critici chiamarono la sua rete di sostenitori la "Macchina di Tuskagee".
Nell'ultimo periodo della sua carriera Washington fu criticato dai capi della NAACP, fondata nel 1909. In particolare da W.E.B. Du Bois, che cercava di mantenere una linea più dura e intransigente per l'attivismo nero nell'intento di ottenere i diritti civili loro negati. Du Bois definì Washington "Il Grande Accomodatore". La risposta di Washington fu che lo scontro poteva solo portare al disastro per i neri, che erano in netta minoranza. Egli credeva che la collaborazione con i bianchi che appoggiavano la loro causa fosse l'unico modo, a lungo andare, di vincere il razzismo diffuso. Washington segretamente contribuì finanziariamente in maniera sostanziale alla conduzione delle cause legali contro la segregazione razziale e contro la revoca del diritto di voto ai neri. Investito di un ruolo pubblico, pensava di poter ottenere di più per mezzo di compromessi con le realtà sociali dell'epoca della segregazione razziale. Washington chiaramente aspirava ad un futuro migliore per gli afroamericani. Grazie alla propria esperienza personale sapeva che una buona istruzione era un potente strumento per ciascun individuo per conquistare poi collettivamente quel futuro migliore.
La filosofia di Washington e il suo instancabile lavoro sul problema dell'istruzione lo aiutarono ad ottenere l'appoggio sia morale che economico di molti tra i più grandi filantropi bianchi dell'epoca. Diventò amico di uomini come il magnate Henry Huttleston Rogers, proprietario della Standard Oil, il presidente di Sears, Roebuck and Company Julius Rosenwald e George Eastman, l'inventore fondatore della Kodak. Costoro, e molte altre persone facoltose sostennero la sua causa, finanziando tra le altre cose la Hampton e la Tuskagee. Tutte le scuole originariamente erano state create per produrre nuovi insegnanti, tuttavia spesso i diplomati quando tornavano nelle loro comunità di origine, nel sud impoverito, vi trovavano ben poche scuole e strumenti educativi con cui lavorare.
Per soddisfare queste esigenze, Washington coordinò la propria rete di filantropi in un programma di raccolta fondi che sostenesse la costruzione di numerose scuole pubbliche in zone rurali per aiutare i bambini neri del sud. Tali sforzi portarono alla creazione di più di 5.000 scuole e ad un concreto aiuto per il miglioramento delle condizioni dei neri in tutto il sud degli Stati Uniti tra la fine del XIX e l'inizio del XX secolo. La scuola locale era spesso fonte di grande orgoglio per le comunità e rappresentava un valore incalcolabile per le famiglie afroamericane in un periodo in cui la miseria e la segregazione limitavano enormemente le possibilità future dei loro figli. Anche dopo la morte di Washington, negli anni trenta, il numero di scuole rurali continuò a crescere grazie al denaro proveniente dal Rosenwald Fund,
Washington si adoperò moltissimo per riuscire a migliorare i rapporti sociali e lavorativi tra le diverse razze. La sua autobiografia, Up From Slavery, pubblicata per la prima volta nel 1901, è tuttora un libro assai letto negli Stati Uniti.

## Biografia

### L'infanzia, la libertà e l'istruzione
Booker T. Washington nasce il 5 aprile 1856 nella fattoria Burroghs a Hale's Ford, in Virginia, a pochi chilometri di distanza da Roanoke. Sua madre Jane è una schiava nera che lavora come cuoca, mentre suo padre è un proprietario di piantagione bianco rimasto sconosciuto. Secondo le leggi del tempo, la condizione delle madre significa che Booker nasce schiavo. La "T" del suo nome sta per Taliaferro, il cognome del suo proprietario.
Washington così ricorda il momento della sua emancipazione, avvenuta all'inizio del 1865:
(Booker T. Washington, Up fron slavery19-21)
Nell'estate del 1865, quando ha nove anni, la madre manda Booker, il fratello John e la sorella Amanda a Malden, nella Contea di Kanawha in Virginia Occidentale, perché vivessero con il patrigno, Washington Ferguson. Sua madre ha un ruolo molto importante per la sua istruzione: anche se è analfabeta gli compra degli abecedari, incoraggiandolo a leggere. Lo iscrive quindi alla scuola elementare, dove Booker assume il cognome di Washington perché si accorge che gli altri bambini hanno più di un nome. Quando il maestro lo chiama e gli chiede il suo nome risponde: "Booker Washington! Come se fossi stato chiamato così per tutta la mia vita" Lavora insieme alla madre e ad altri neri liberi come imballatore di sale e in una miniera di carbone. I soli altri lavori disponibili per i neri all'epoca erano quelli in ambito agricolo. Viene ingaggiato come cameriere da Viola Ruffner, moglie del generale Lewis Ruffner, che era il proprietario della fabbrica di sale e della miniera. Molti altri prima di lui in quel ruolo non erano riusciti ad accontentare l'esigente signora Ruffner, ma la diligenza di Booker si dimostra all'altezza del compito. Incoraggiato dalla signora Ruffner, il giovane Booker frequenta la scuola ed impara a leggere e scrivere. Presto raggiunge un livello di istruzione superiore a quello degli altri membri della sua comunità.
Dopo aver lasciato Malden all'età di sedici anni, Washington si iscrive all'Hampton Normal and Agricultural Institute di Hampton. Gli studenti dotati di scarsi mezzi economici come lui possono svolgere del lavori presso la scuola per mantenersi e pagare la retta. La scuola normale di Hampton era stata fondata per addestrare nuovi insegnanti, dal momento che l'istruzione era stata individuata come un'esigenza primaria per la comunità nera. I suoi fondatori erano gruppi religiosi e personalità come, tra gli altri, il quacchero William Jackson Palmer.
Il lavoro e gli studi ad Hampton lo salvano da una vita di lavori umili e manuali. Dal 1878 al 1879 frequenta il Seminario Weyland a Washington D.C. e ritorna quindi ad insegnare ad Hampton. Ben presto il direttore di Hampton Samuel C. Armstrong lo raccomanda per occupare il posto di primo direttore del Tuskegee Institute, una scuola simile a quella che era stata appena fondata in Alabama.
Insieme a W.E.B. Du Bois contribuisce all'organizzazione della "Negro exhibition" presso l'esposizione universale di Parigi del 1900, dove vengono esposte fotografie, scattate dalla sua amica Frances Benjamin Johnston, che ritraggono i giovani allievi neri dell'Hampton Institute. L'esposizione serve a mostrare al pubblico il contributo positivo che gli afroamericani davano alla società statunitense.

## La scuola normale e industriale di Tuskegee

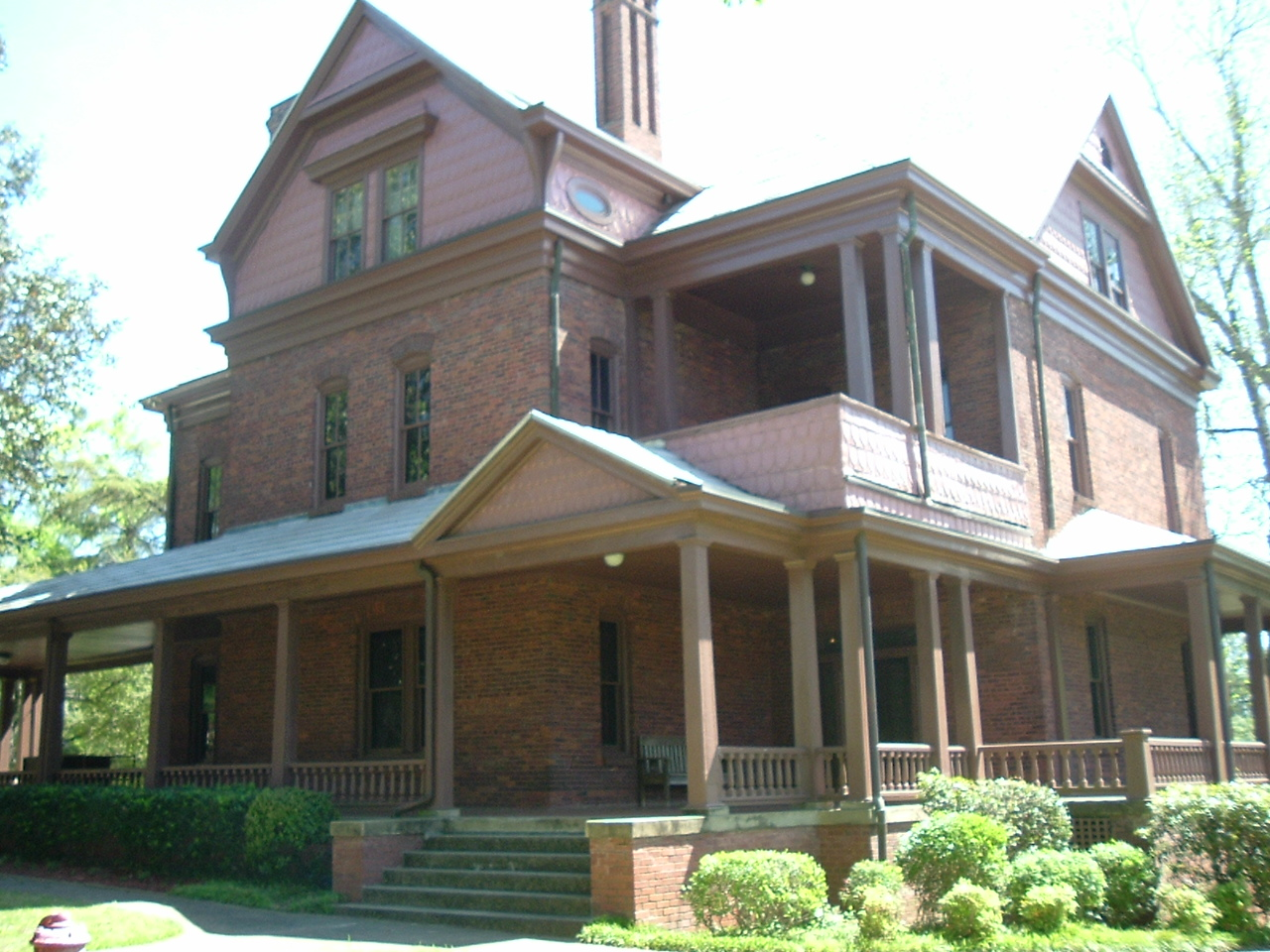
La casa di Booker T. Washington nel campus della Tuskegee University

Lewis Adams e gli altri organizzatori del Tuskegee Normal and Industrial Institute trovano il dinamico direttore che cercavano nel venticinquenne Booker T. Washington. In forza della pressante raccomandazione di Armstrong lo assumono anche se quel tipo di ruolo fino ad allora era sempre stato assegnato ad un bianco. Washington è convinto che dandosi da fare le persone possano riuscire a passare dalla povertà alla ricchezza. La nuova scuola apre il 4 luglio 1881 e inizialmente occupa gli spazi che riesce ad affittare da una chiesa locale. L'anno seguente Washington acquista una vecchia piantagione, che diventa così la sede permanente del campus. Sotto la sua direzione gli studenti letteralmente costruiscono la propria scuola: costruiscono le aule, i capannoni e le altre dipendenze. Coltivano quindi da soli la terra per il raccolto ed allevano il bestiame, rendendosi autosufficienti per la maggior parte delle necessità primarie. Sia gli allievi che le allieve devono apprendere sia lezioni teoriche che abilità pratiche. La Tuskagee si serve di tutte queste attività per insegnare agli studenti capacità fondamentali che al loro ritorno sarebbero servite nelle comunità nere rurali del sud. La scuola in seguito si sviluppa fino a diventare l'attuale Tuskegee University.
La scuola fornisce una preparazione ed un'istruzione accademica ai futuri insegnanti, ma pone una particolare attenzione a che i maschi neri apprendano delle abilità tecniche, come la carpenteria e l'arte muraria, che sarebbero state loro molto utili nelle loro zone di provenienza. L'organizzazione dell'istituto dimostra quali siano i desideri di Washington per gli appartenenti alla sua razza. La sua teoria è che fornendo alla società delle capacità lavorative di cui ha bisogno, gli afroamericani possono trovare il proprio ruolo, prendendo una strada che porterà alla loro accettazione da parte dei bianchi. Crede che i neri alla fine riusciranno a diventare membri della società a pieno titolo dimostrando di essere cittadini americani responsabili e affidabili. Washington rimane alla guida della scuola fino alla morte, che lo coglie nel 1915. In quel momento la Tuskegee ha un bilancio di 1,5 milioni di dollari, una cifra enorme paragonata allo stanziamento annuale di 2.000 dollari con cui era stata fondata.

## I matrimoni e i figli

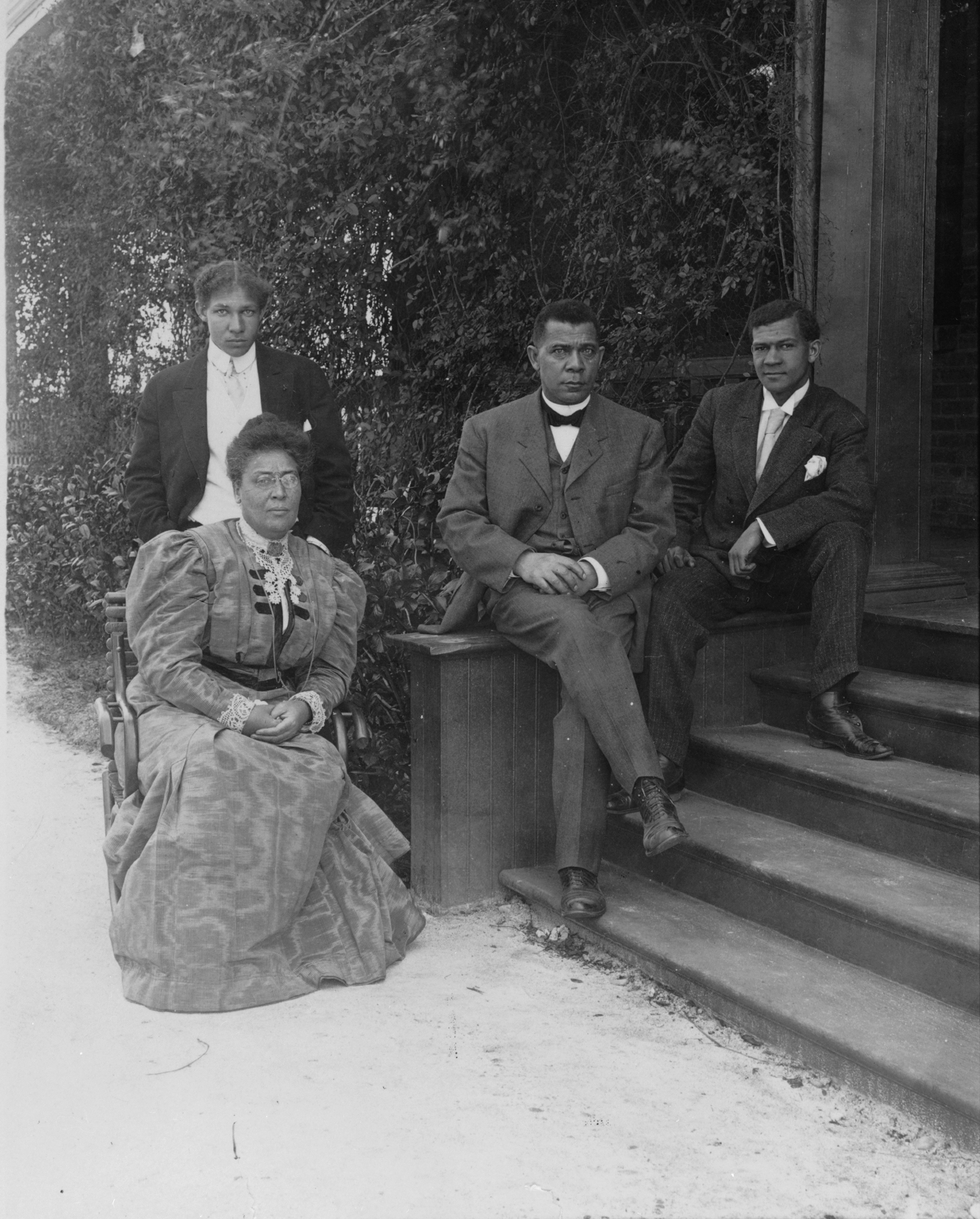
Booker T. Washington con la terza moglie Margaret James Murray e i suoi due figli.

Washington si sposa tre volte. Nella sua autobiografia Up from Slavery riconosce a ciascuna delle tre mogli di aver dato il loro contributo alla sviluppo della Tuskegee, e afferma che non sarebbe riuscito ad avere i successi che ha avuto senza di loro.
La prima moglie è Fannie N. Smith, da Malden in Virginia Occidentale, la stessa cittadina in cui Washington ha vissuto dai nove ai sedici anni e dove ha mantenuto legami per tutta la vita. La coppia si sposa nell'estate del 1882 e hanno una figlia, Portia M. Washington. Fannie muore nel maggio del 1884.
Sposa quindi, nel 1885, Olivia A. Davidson. La Davidson è nata in Ohio ed ha studiato alla Hampton University e alla Massachusetts State Normal School di Framingham, in Massachusetts. Prima di andare a lavorare alla Tuskegee, dove incontra Washington, insegna in Mississippi e in Tennessee. A Tuskagee diventa la sua assistente e quindi lo sposa. Hanno due figli, Booker T. Washington Jr. e Ernest Davidson Washington. Muore nel 1889.
Nel 1893 sposa in terza nozze Margaret James Murray. Lei viene dal Mississippi e si è laureata alla Fisk University, un altro storico college nero. Lei e Booker non hanno figli, ma Margaret alleva quelli avuti in precedenza dal marito. Sopravvive a Washington e muore nel 1925.

## La politica
Il discorso del 1895, tenuto alla Fiera internazionale di Atlanta venne accolto con grande favore dalla comunità afroamericana e dai bianchi di orientamento liberal sia del nord che del sud. In quel momento ottenne anche il sostegno di W.E.B. Du Bois, ma anni dopo i due entrarono in contrasto. Washington apprezzava il modello di istruzione ad orientamento professionale a cui all'epoca poteva accedere la maggioranza degli afroamericani. Du Bois invece voleva che i neri avessero lo stesso tipo di istruzione, più classica e orientata verso le arti liberali, dei bianchi, e credeva che una élite che chiamava Il Decimo di Talento, sarebbe riuscita a migliorarsi tanto da guidare la propria gente alla conquista di una più ampia varietà di occupazioni. Entrambi i leader, comunque, cercavano di definire i metodi più adatti per migliorare le condizioni della comunità afroamericana del dopo guerra civile. Anche se pubblicamente non si esponeva, Washington in forma riservata raccolse molti fondi per sostenere cause legali contro varie forme di discriminazioni razziali e di revoca del diritto di voto, come il caso Giles contro Harris che fu discusso di fronte alla Corte Suprema nel 1903.
In quell'epoca la comunità nera sosteneva compattamente il partito Repubblicano (Stati Uniti d'America). Gli stati del sud in pratica tra il 1890 e il 1908 avevano revocato il diritto di voto alla maggior parte dei neri e alla fascia più povera di bianchi per mezzo di emendamenti costituzionali e statuti che creavano barriere per la registrazione dei votanti e per l'effettivo espletamento delle operazioni di voto. Un maggior numero di neri continuò invece a votare nelle zone di confine e negli stati del nord. I capi nazionali del partito repubblicano si consultavano periodicamente con Washington sulle posizioni politiche dei neri in tutta la nazione.
Washington strinse rapporti e collaborò con molti politici bianchi e grandi industriali. Riteneva che la via più sicura per i neri per riuscire alla fine a guadagnare gli stessi diritti dei bianchi fosse di dimostrare pazienza, laboriosità, parsimonia e la propria utilità, e diceva che quelle erano le chiavi per migliorare la condizione degli afroamericani negli Stati Uniti. Dal momento che avevano ottenuto l'emancipazione solo da poco tempo, credeva che non dovessero avere l'aspettativa di ottenere tutto e subito. Disse: "Ho imparato che il successo deve essere misurato non solo dalla posizione che uno ha raggiunto nella vita, quanto dagli ostacoli che ha dovuto superare mentre tentava di ottenere il successo".

## Gli amici facoltosi e i benefattori

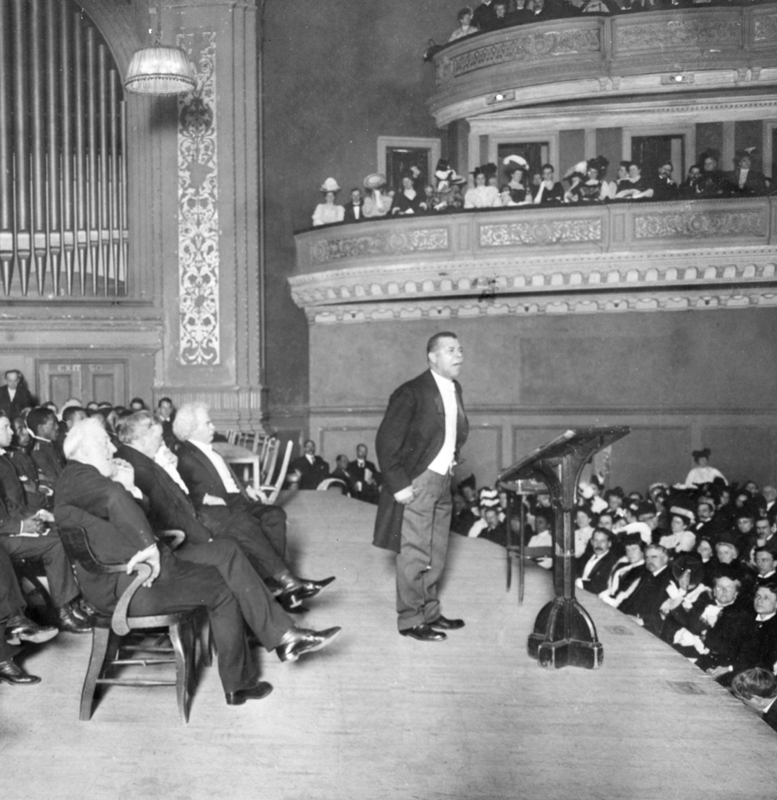
Booker T. Washington mentre tiene un discorso pubblico nel 1906. Seduto alle sue spalle si riconosce il celebre scrittore Mark Twain.

Washington si associò ai più ricchi e potenti uomini d'affari della sua epoca. Era visto come un portavoce degli afroamericani e diventò il tramite per la raccolta dei fondi per i programmi di educazione. Tra i suoi contatti c'erano diversi celebri personaggi, come Andrew Carnegie, William Howard Taft, John D. Rockefeller, Henry Huttleston Rogers, Julius Rosenwald, Robert Ogden, Collis P. Huntington e William Baldwin, che donarono grosse somme ad enti come i fondi Jeanes e Slater. Il risultato fu che grazie ai suoi sforzi furono fondate innumerevoli piccole scuole, e che i programmi stabiliti proseguirono per molti anni anche dopo la sua morte. Oltre ai ricchi, anche le comunità nere si mobilitarono, contribuendo alla creazione delle scuole donando il proprio tempo, il proprio lavoro e anche somme di denaro. Anche chiese come quella cattolica e metodista aiutarono le scuole nere dei primi due gradi.

### Henry Rogers
Un esempio significativo delle relazioni intessute da Washington fu la sua amicizia con l'industriale e finanziere miliardario Henry Rogers (1840-1909). Rogers era un uomo che si è fatto da solo, e proveniente da una modesta famiglia della classe operaia era diventato uno dei capi della Standard Oil e uno degli uomini più ricchi degli Stati Uniti. Verso il 1894 Rogers sentì Washington parlare al Madison Square Garden. Il giorno dopo lo contattò e gli chiese un incontro, nel corso del quale, raccontò in seguito Washington, gli disse che era sorpreso che nessuno si fosse tolto il cappello dopo il suo discorso. L'incontro rappresentò l'inizio di uno stretto rapporto che durò per più di 15 anni. Anche se lui e il riservatissimo Rogers in effetti comparvero talvolta in pubblico come amici e Washington fu spesso ospite nell'ufficio newyorkese di Rogers, nella sua residenza estiva di Fairhaven e a bordo del suo yacht a vapore Kanawha, lo scopo dei loro contatti non fu rivelato fino all'improvvisa morte di Rogers per un ictus nel maggio 1909.

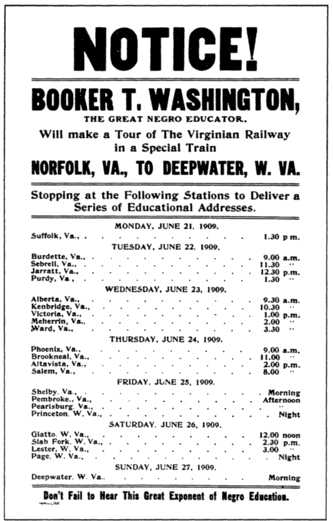
Manifesto che annuncia la visita di Booker T. Washington nel 1909 nel sud della Virginia e nella Virginia Occidentale.

Poche settimane dopo, Washington iniziò un tour di discorsi, pianificato in precedenza, lungo la linea della nuova Ferrovia della Virginia, una realizzazione dal costo di 40 milioni di dollari che era stata costruita quasi interamente grazie all'impiego di una consistente parte del patrimonio personale di Rogers. Washington viaggiò sull'ultima carrozza personale del finanziere, la "Dixie", fermandosi a tenere discorsi in varie località, dove più tardi i suoi accompagnatori dissero che era stato accolto calorosamente ad ogni fermata sia dai neri che dai bianchi.
Washington rivelò che Rogers aveva segretamente finanziato la costruzione di 65 scuole di campagna per afroamericani e donato consistenti somme per supportare il Tuskegee Institute e l'Hampton Institute. Spiegò anche che Rogers aveva promosso anche vari programmi di raccolta fondi.

### Anna T. Jeanes
Un milione di dollari fu donato a Washington da Anna T. Jeanes (1822-1907) di Filadelfia nel 1907. il suo desiderio era, di costruire scuole elementari per neri nel sud del paese. Anche il suo contributo fu prezioso per raggiungere questo scopo fondando le scuole in zone in cui anche i bianchi vivevano in condizioni molto difficili.

### Julius Rosenwald
Julius Rosenwald (1862-1932) fu un altro facoltoso uomo che si era fatto da sé con cui Washington instaurò una collaborazione. Verso il 1908 Rosenwald, figlio di un commerciante di stoffe immigrato, era diventato comproprietario e presidente della Sears, Roebuck and Company a Chicago. Fu un altro filantropo la cui principale preoccupazione era il basso livello di istruzione degli afroamericani, specialmente quelli degli stati del sud.
Nel 1912 a Rosenwald fu chiesto di entrare a far parte del consiglio di amministrazione del Tuskegee Institute, ruolo che mantenne per il resto della sua vita. Finanziò la Tuskegee, in modo che Washington potesse sprecare meno tempo nei suoi viaggi alla ricerca di fondi e dedicasse più tempo alla cura e alla gestione dell'istituto. Sempre nel 1912 Rosenwald finanziò un programma pilota che coinvolgeva sei piccole scuole dell'Alabama rurale, che furono progettate, costruite e aperte nel 1913 e 1914 sotto la supervisione della Tuskegee; il modello si dimostrò di successo. Istituì quindi il Fondo Rosenwald. Il suo programma di costruzione di scuole fu uno dei più vasti. Servendosi degli ottimi progetti architettonici realizzati dai professori del Tuskegee Institute, il Fondo Rosenwald spese più di 4 milioni di dollari per costruire 4.977 scuole, 217 case per gli insegnanti e 163 negozi in 883 contee dal Maryland al Texas. Il Fondo Rosenwald si servì del sistema dei matching funds e le comunità nere raccolsero più di 4,7 milioni di dollari di aiuti per contribuire alla costruzione. Le scuole così realizzate furono denominate Scuole Rosenwald. Per il 1932 le strutture potevano accogliere un terzo di tutti i bambini afroamericani iscritti a scuola nel sud degli Stati Uniti.

## Up from Slaverye l'invito alla Casa Bianca

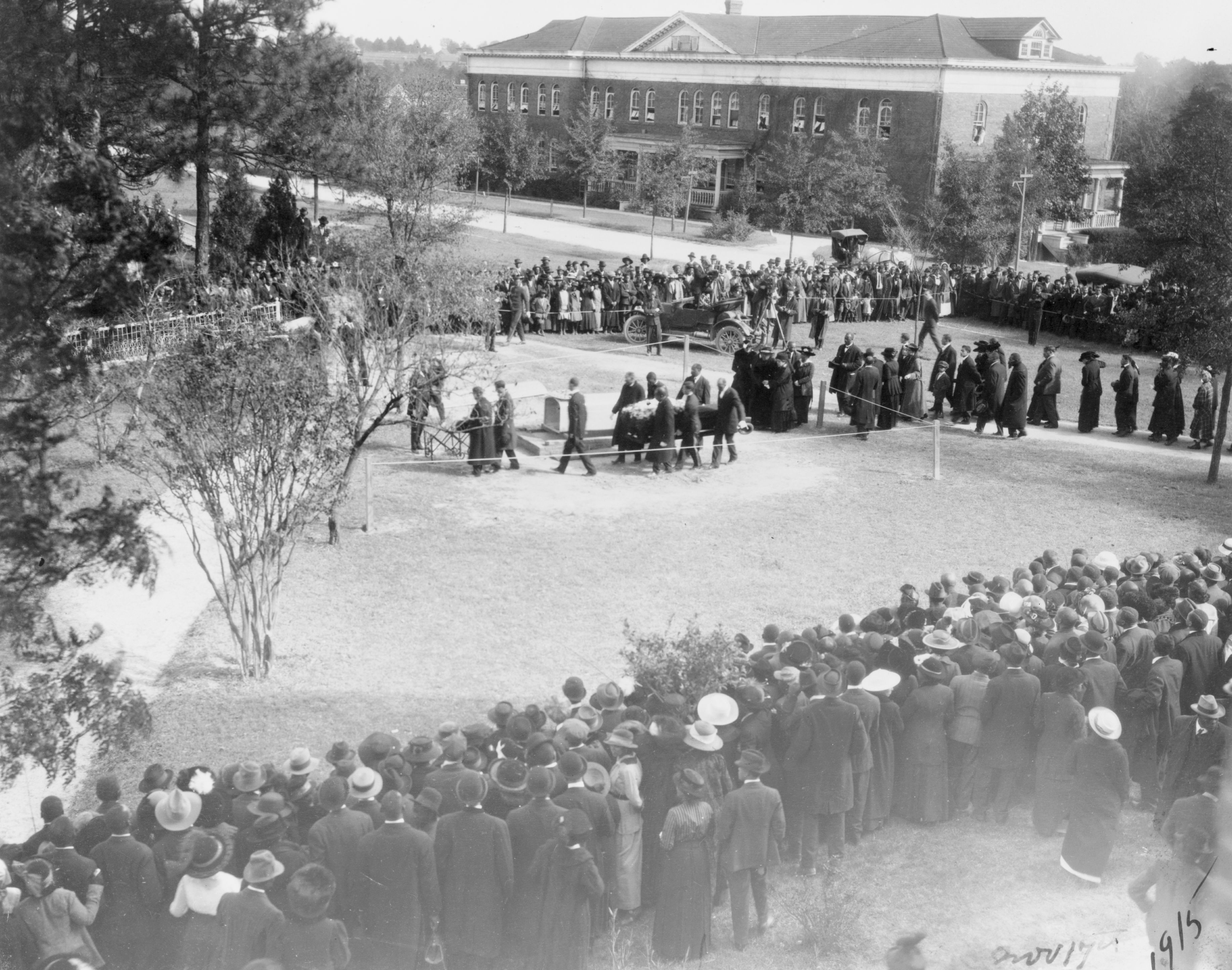
La bara di Booker T. Washington mentre viene portata al cimitero.

Con l'intento di ispirare "lo sviluppo commerciale, agricolo, culturale e industriale" degli afroamericani, nel 1900 Washington fondò la National Negro Business League (NNBL)
Quando nel 1901 fu pubblicata la sua autobiografia, Up from Slavery, il libro diventò un bestseller ed ebbe un grosso impatto sulla comunità nera e sui suoi amici e alleati. In quell'anno Washington fu il primo afroamericano ad essere invitato alla Casa Bianca come ospite del Presidente Theodore Roosevelt.

## La morte dopo una vita di superlavoro
Nonostante tutti i suoi viaggi e il lavoro che lo portava in giro per il paese, Washington aveva comunque continuato a fare il direttore della Tuskegee. La sua salute andò rapidamente deteriorandosi; ebbe un collasso mentre si trovava a New York e fu ricondotto a casa a Tuskegee, dove morì il 14 novembre 1915 all'età di 59 anni. Le cause della morte non sono chiare, probabilmente una combinazione di una forma di esaurimento nervoso e di arteriosclerosi. Fu sepolto nel campus della Tuskegee university, vicino alla cappella dell'università.
All'epoca si credette che la morte fosse stata provocata da un'insufficienza cardiaca, aggravata dal superlavoro. Nel marzo 2006, con il permesso dei suoi discendenti, l'esame delle sue cartelle cliniche ha rivelato che probabilmente morì a causa dell'ipertensione, dato suggerito dalla sua pressione sanguigna due volte più elevata del normale.
Alla sua morte il bilancio della Tuskegee era superiore a 1,5 milioni di dollari. La più grande impresa della sua vita, istruire i neri del sud, era pienamente avviata e si stava ancora espandendo anche senza di lui.

## Tributi e commemorazioni

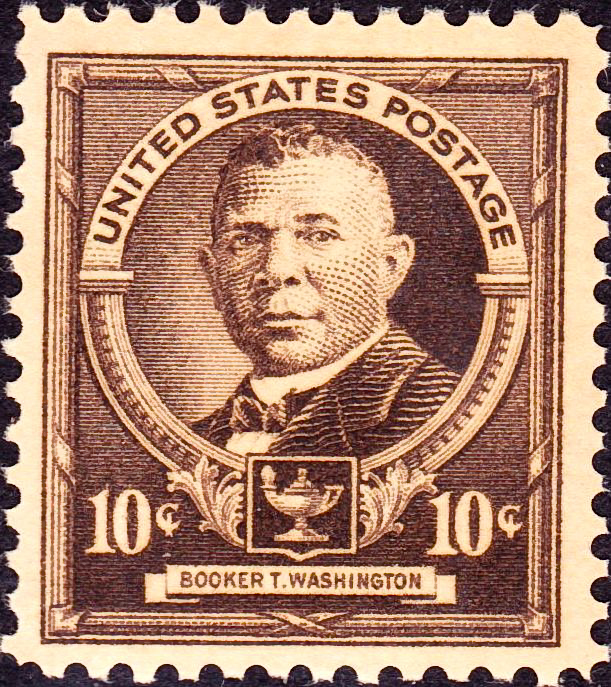
Un francobollo statunitense del 1940 con il volto di Washington.

- Nel 1934 Robert Russa Moton, il successore di Washington come preside della Tuskegee University, organizzò un tour per due aviatori afroamericani, il cui aeroplano fu in seguito battezzato Booker T. Washington.
- Nel 1942 la nave da trasporto Booker T. Washington fu così chiamata in suo onore, e fu la prima grande nave a prendere il nome da un afroamericano. Fu varata e battezzata da Marian Anderson[12].
- Il 7 aprile 1940 Washington diventò il primo afroamericano ad essere ritratto in un francobollo del servizio postale statunitense. Anche la prima moneta a rappresentare un afroamericano fu il mezzo dollaro in memoria di Booker T. Washington, coniato dagli Stati Uniti dal 1946 al 1951. Fu ritratto anche su un'altra moneta da mezzo dollaro dal 1951 al 1954[13].
- Il 5 aprile 1956, in occasione del centesimo anniversario della sua nascita, la sua casa natale a Franklin in Virginia fu nominata monumento nazionale.

## Opere
- Washington, Booker T. The Awakening of the Negro, The Atlantic Monthly, 78 (settembre, 1896).
- Up from Slavery: An Autobiography (1901).
- Washington, Booker T. The Atlanta Cotton States Exposition Address (settembre, 1895).
- The Booker T. Washington Papers Versione completa online in quattordici volumi di tutte le lettere ricevute e scritte da Booker T. Washington a cura dell'Università dell'Illinois. 
  -  Indice Comprensivo, su historycooperative.org. URL consultato il 7 dicembre 2008 (archiviato dall'url originale il 18 agosto 2006).